# Dicranomyia cuneipennis
Dicranomyia cuneipennis är en tvåvingeart som beskrevs av Alexander 1923. Dicranomyia cuneipennis ingår i släktet Dicranomyia och familjen småharkrankar. Inga underarter finns listade i Catalogue of Life.